# Записки Императорской Академии наук
«Запи́ски Импера́торской Акаде́мии нау́к» — научный журнал, выходивший в Санкт-Петербурге с 1862 по 1895 год.

## История
«Записки Императорской Академии Наук» выходили в Санкт-Петербурге нерегулярно, по 3—4, а иногда по 4—6 томов в год. Всего было выпущено 75 томов.
В журнале публиковались годовые отчеты отделений Петербургской академии наук, извлечения из протоколов заседаний, сведения о личном составе Академии за каждый год, сообщения о присуждении премий.
Печатались научные статьи крупнейших ученых Академии по всем отраслям знания: математике, физике, химии, биологии, астрономии, геологии, географии, истории, политической экономии, филологии и т. д.
В разные годы в «Записках» были напечатаны работы А. Н. Веселовского, Я. К. Грота, А. А. Куника, А. Ф. Миддендорфа, Д. М. Перевощикова, О. В. Струве, П. Л. Чебышёва и других учёных.